# Han Pijesak
Han Pijesak nebo často též Han-Pijesak (srbsky Хан Пијесак) je město a sídlo stejnojmenné opčiny v Bosně a Hercegovině v Republice srbské. Nachází se asi 67 km severovýchodně od Sarajeva. V roce 2013 žilo v Han Pijesaku 2 018 obyvatel, v celé opčině pak 3 844 obyvatel. Nejbližšími městy jsou Kladanj, Milići, Olovo, Sokolac a Vlasenica.
Město vzniklo v závěru 19. století z tábora lesních dělníků. Ještě předtím se zde nacházelo několik zájezdních hostinců (hanů, odtud název města), neboť se zde nacházela křižovatka obchodních cest. Rozvoj obce umožnila i úzkorozchodná železnice, která sem byla v téže době zavedena.
Součástí opčiny je celkem 26 trvale obydlených sídel.
- Babine Gornje 12
- Berkovina 5
- Brložnik 28
- Džimrije 134
- Gođenje 90
- Han Pijesak 2 018
- Japaga 217
- Jelovci 33
- Kraljevo Polje 439
- Kram 69
- Krivače 20
- Kusače 90
- Malo Polje 61
- Mrkalji 114
- Nerići 17
- Nevačka 116
- Pjenovac 54
- Plane 36
- Podžeplje 103
- Potkozlovača 21
- Ravanjsko 33
- Rečica 5
- Rijeke 39
- Rubinići 27
- Stoborani 62
- Žeravice 5